# Schwertmannit
Schwertmannit, trước đây còn gọi là glockerit là một khoáng vật sắt-oxyhydroxysulfat với công thức hóa học lý tưởng là Fe8O8(H)6({{SO4)•nH2O hay Fe3+16O16(OH,SO4)12-13•10-12H2O.Nó là khoáng vật trong mờ tứ phương thường xuất hiện như là các lớp cặn màu vàng nâu. Nó có độ cứng Mohs khoảng 2,5 - 3,5 và tỷ trọng riêng khoảng 3,77 - 3,99.
Tên gọi glockerit được Karl Friedrich Naumann đặt năm 1855 để vinh danh Ernst Friedrich Glocker (1783 - 1858), giáo sư khoáng vật học tại Đại học Breslau (Đại học Vratislav; Wroclaw, Ba Lan), tác giả của một loạt công trình về hệ thống học khoáng vật. Năm 1994, J. M. Bigham, L. Carlson, E. Murad chính thức đổi tên nó thành schwertmannit theo tên Udo Schwertmann (1927 -), một nhà khoa học đất tại Đại học Kỹ thuật Munich, Munich, Đức.
Schwertmannit (với hình thái "đệm cắm ghim" khác biệt) nói chung hình thành trong các vùng nước phèn giàu sắt có pH từ 2 tới 4. Khoáng vật này được công nhận chính thức như là một khoáng vật mới với mẫu vật tham chiếu được Bảo tàng Lịch sử Tự nhiên Phần Lan đánh số B8659, lấy từ một suối nước phèn tự nhiên tại mỏ sulfide ở Pyhäsalmi, tỉnh Oulu, Phần Lan. Tuy nhiên, nó được thông báo là xuất hiện phổ biến như là một chất kết tủa màu vàng cam trong các con suối và hồ chịu ảnh hưởng của nước thoát axit mỏ. Schwertmannit cũng được biết đến như là trung tâm của địa hóa học sắt-lưu huỳnh trong các loại đất phèn gắn với vùng đất trũng duyên hải.